# Friedrich Waldbott von Bassenheim

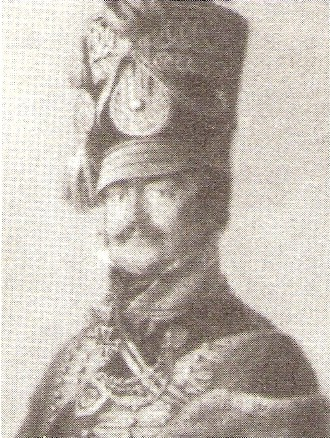
Friedrich Karl Graf Waldbott von Bassenheim

Wappen der Familie Waldbott von Bassenheim

Friedrich Karl Franz Rudolf Graf Waldbott von Bassenheim (* 10. April 1779; † 6. Mai 1830 in München) war ein erblicher Reichsrat in Bayern, Standesherr und Abgeordneter.

## Familie
Graf Friedrich Karl Waldbott von Bassenheim entstammt dem Adelsgeschlecht von Waldbott von Bassenheim. Sein Vater war der Reichskammergerichtspräsident und Kaiserlich-Königliche Geheime Rat Johann Maria Rudolf Graf Waldbott von Bassenheim (1731–1805) und dessen Frau Isabelle Felicitas Barbara Gräfin von Nesselrode-Ehreshoven (ca. 1750–1824).
Er heiratete am 9. Februar 1809 Charlotte Freiin Wambolt von Umstadt (17. August 1793 – 19. März 1870). Aus der Ehe ging als ältester Sohn  Karl Rudolf (* 18. Januar 1810 –  2. Juli 1829), der jedoch jung verstarb; ferner Isabella (* 30. Oktober 1817 –  28. September 1889), die 1835 den Grafen Maximilian Joseph von Lerchenfeld († 3. November 1859) heiratete, sowie der jüngste Sohn Hugo (* 20. Juni 1820 – 17. Mai 1895) hervor, der ihn als Standesherr beerbte.

## Leben
Graf Friedrich Karl war Herr der Herrschaften Bassenheim, Heggbach und Reiffenberg und Kransberg. Im Jahre 1810 erbte er von den ausgestorbenen Grafen von Ostein die Kartause und Herrschaft zu Buxheim und im Jahre 1823 erwarb er die Herrschaft zu Winterrieden.
Im Rahmen der Mediatisierung verlor er 1806 den Status eines reichsunmittelbaren Herren. Die Souveränität über seine Herrschaftsgebiete fiel an das Herzogtum Nassau, das Königreich Bayern und das Königreich Württemberg. Im Gegenzug erwarb er die Stellung eines erblichen Reichsrates in Bayern und die Vorrechte eines Standesherren in Württemberg und Nassau.
Vom 11. Oktober 1810 bis zum 28. Oktober 1813 war Graf Friedrich Karl Graf Waldbott von Bassenheim Mitglied der Ständeversammlung des Großherzogtums Frankfurt (gewählt in der Gruppe der Güterbesitzer im Departement Aschaffenburg), nahm jedoch an keiner Sitzung der Stände teil.
In den Befreiungskriegen kämpfte er 1813 als Major der Landwehr und der Spessarter Freiwilligen.
Seit dem 26. Mai 1818 war er erbliches Mitglied der bayerischen Kammer der Reichsräte. Mit der Einberufung des Landtags im Jahr 1815 wurde er Mitglied der ersten Kammer der Landstände des Königreichs Württemberg. In Nassau war er Erbschenk des Herzogtums Nassau. Er führte den Titel eines Königlich-Kaiserlichen österreichischen Kammerherren und war Deutschordensritter.
Als Oberhaupt der Familie Waldbott von Bassenheim erhielt er durch Beschluss der Deutschen Bundesversammlung im Jahre 1829 das erbliche Prädikat Erlaucht.